# (5066) Garradd
(5066) Garradd es un asteroide perteneciente a asteroides que cruzan la órbita de Marte, descubierto el 22 de junio de 1990 por Robert H. McNaught desde el Observatorio de Siding Spring, Nueva Gales del Sur, Australia.

## Designación y nombre
Designado provisionalmente como 1990 MA. Fue nombrado Garradd en honor al astrónomo y fotógrafo Gordon John Garradd, descubridor de cuatro novas en la Gran Nube de Magallanes entre otros objetos galácticos.

## Características orbitales
Garradd está situado a una distancia media del Sol de 1,936 ua, pudiendo alejarse hasta 2,235 ua y acercarse hasta 1,637 ua. Su excentricidad es 0,154 y la inclinación orbital 41,44 grados. Emplea 984,267 días en completar una órbita alrededor del Sol.

## Características físicas
La magnitud absoluta de Garradd es 14,1.